# Abelisauroidea
Abelisaurier, även abelisauroider, var en superfamilj med theropoda rovdinosaurier. Några av de mer välkända släktena inom gruppen är Abelisaurus, Carnotaurus och Majungasaurus.
Abelisaurierna var mycket framgångsrika på det södra halvklotet under kritaperioden även om de tidigaste medlemmarna av gruppen verkar ha uppkommit under juraperioden under vilken de hade en ännu mer global utbredning (de tidigaste fossilen av abelisaurier har hittats i Australien och Sydamerika och daterats till ungefär 170 miljoner år gamla). Under krita hade abelisaurierna dött ut i Nordamerika och i Asien, möjligen på grund av konkurrens med de relativt lika tyrannosaurierna. Avancerade abelisaurier ur familjen abelisauridae överlevde ända till kritperiodens slut för 66 miljoner år sedan.

## Inre systematik
Abelisauroidea
- Berberosaurus
- Betasuchus
- Eoabelisaurus
- Ozraptor
- Abelisauria
  - Noasauridae
  - Abelisauridae